# 2004 en Bretagne
 Chronologie de la Bretagne
- 2000
- 2001
- 2002
- 2003
- 2004
- 2005
- 2006
- 2007
- 2008

Cette page recense des événements qui se sont produits durant l'année 2004 en Bretagne.

## Politique

### Élections régionalesdes21et28 mars
- Jean-Yves Le Drian est élu président du conseil régional.

## Culture

### Musique
- 30 juillet au 8 août : Festival interceltique de Lorient.